# اندومیون
اندومیون، در اسطوره‌های یونان، بنیانگذار ناحیه الیس است.
پسر آیتلیوس و کالوکه بود. سلنه (ماه) عاشقش شد و برایش پنجاه دختر آورد و چون طاقت مرگ او را نداشت او را در غاری به خواب ابدی فرو برد تا جوان و جاویدان بماند.
در روایتی دیگر آمده است که زئوس به خواست خود اندومیون، خوابش کرد.